# Espectrofotómetro
El espectrofotómetro es un instrumento con el que se apoya la espectrofotometría para medir la cantidad de intensidad de luz absorbida después de pasar a través de una solución muestra.

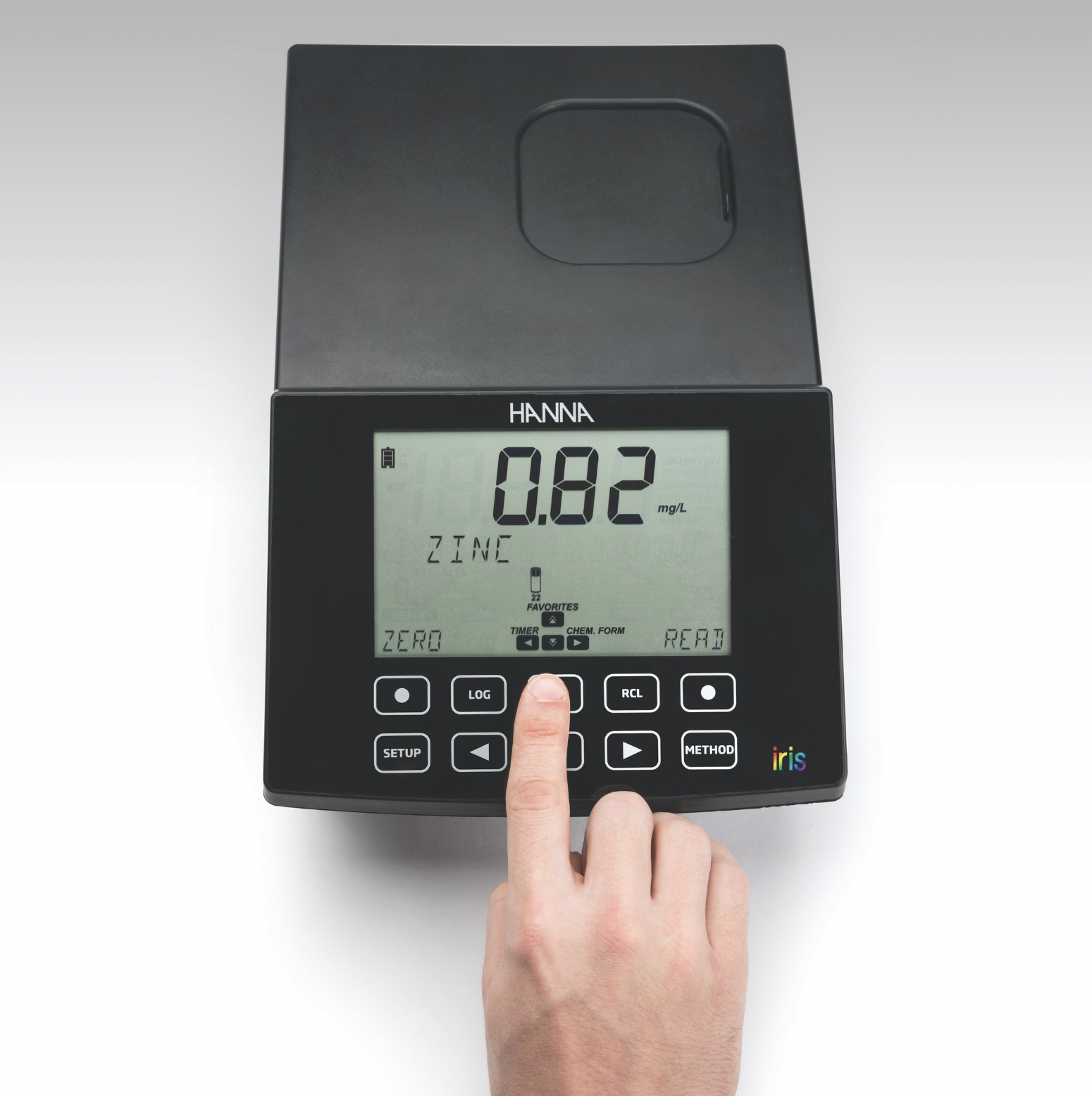
Espectrofotómetro

Un espectrofotómetro es un instrumento usado en el análisis químico que sirve para medir, en función de la longitud de onda, la relación entre valores de una misma magnitud fotométrica relativos a dos haces de radiaciones y la concentración o reacciones químicas que se miden en una muestra. Sus aplicaciones pueden ser cualitativas y cuantitativas. También se utiliza en laboratorios de microbiología para la cuantificación de microorganismos.
Hay varios tipos de espectrofotómetros. Éstos se agrupan de acuerdo al tipo de muestra analizada; los hay de absorción atómica y de absorción molecular (que comúnmente se conoce como espectrofotómetro UV-VIS).
Este instrumento tiene la capacidad de proyectar un haz de luz monocromática a través de una muestra y medir la cantidad de luz que es absorbida por dicha muestra. Esto le permite al operador realizar dos funciones:
1. Dar información sobre la naturaleza de la sustancia en la muestra.
2. Indicar indirectamente qué cantidad de la sustancia que nos interesa está presente en la muestra.

## Partes de un espectrofotómetro
El espectrofotómetro, en general, consta de dos dispositivos; un espectrómetro y un fotómetro. Un espectrómetro es un dispositivo que produce, dispersa y mide la luz. Un fotómetro tiene un detector fotoeléctrico que mide la intensidad de la luz.
- Espectrómetro: Produce un rango deseado de longitud de onda de luz. Primero un colimador (lente) transmite un haz recto de luz (fotones) que pasa a través de un monocromador (prisma) para dividirlo en varias componentes de longitudes de onda (espectro). Entonces un selector de longitud de onda (ranura) transmite sólo las longitudes de onda deseadas.
- Fotómetro: Después de que el rango deseado de longitud de onda de luz pasa a través de la solución muestra en la cubeta, el fotómetro detecta la cantidad de fotones que se absorbe y luego envía una señal a un galvanómetro o una pantalla digital.

## Componentes de un espectrofotómetro

### Fuente de luz
La fuente de luz que ilumina la muestra debe cumplir con las siguientes condiciones: estabilidad, direccionabilidad, distribución de energía espectral continua y larga vida. Las fuentes empleadas son: lámpara de wolframio (también llamado tungsteno), lámpara de arco de xenón, lámpara de deuterio y lámpara LED que se utilizan en los laboratorios.

### Monocromador
El monocromador aísla las radiaciones de longitud de onda deseada que inciden o se reflejan desde el conjunto, se usa para obtener luz monocromática.
Está constituido por las rendijas de entrada y salida, colimadores y el elemento de dispersión.
El colimador se ubica entre la rendija de entrada y salida. Es un lente que lleva el haz de luz que entra con una determinada longitud de onda hacia un prisma el cual separa todas las longitudes de onda de ese haz y la longitud deseada se dirige hacia otra lente que direcciona ese haz hacia la rendija de salida.

### Compartimento de Muestra
Es donde tiene lugar la interacción con la materia (debe producirse donde no haya absorción ni dispersión de las longitudes de onda). Es importante destacar, que durante este proceso, se aplica la ley de Lambert-Beer en su máxima expresión, con base en sus leyes de absorción, en lo que concierne al paso de la molécula de fundamental-excitado.

### Detector
El detector es el encargado de captar la radiación y, a su vez, dejarla en evidencia para su estudio posterior. Existen dos tipos:
- a) los que responden a fotones;
- b) los que responden al calor.

### Fotodetectores
En los instrumentos modernos se encuentra una serie de 16 fotodetectores para percibir la señal en forma simultánea en 16 longitudes de onda, cubriendo el espectro visible. Esto reduce el tiempo de medida, y minimiza las partes móviles del equipo.

### Celdas

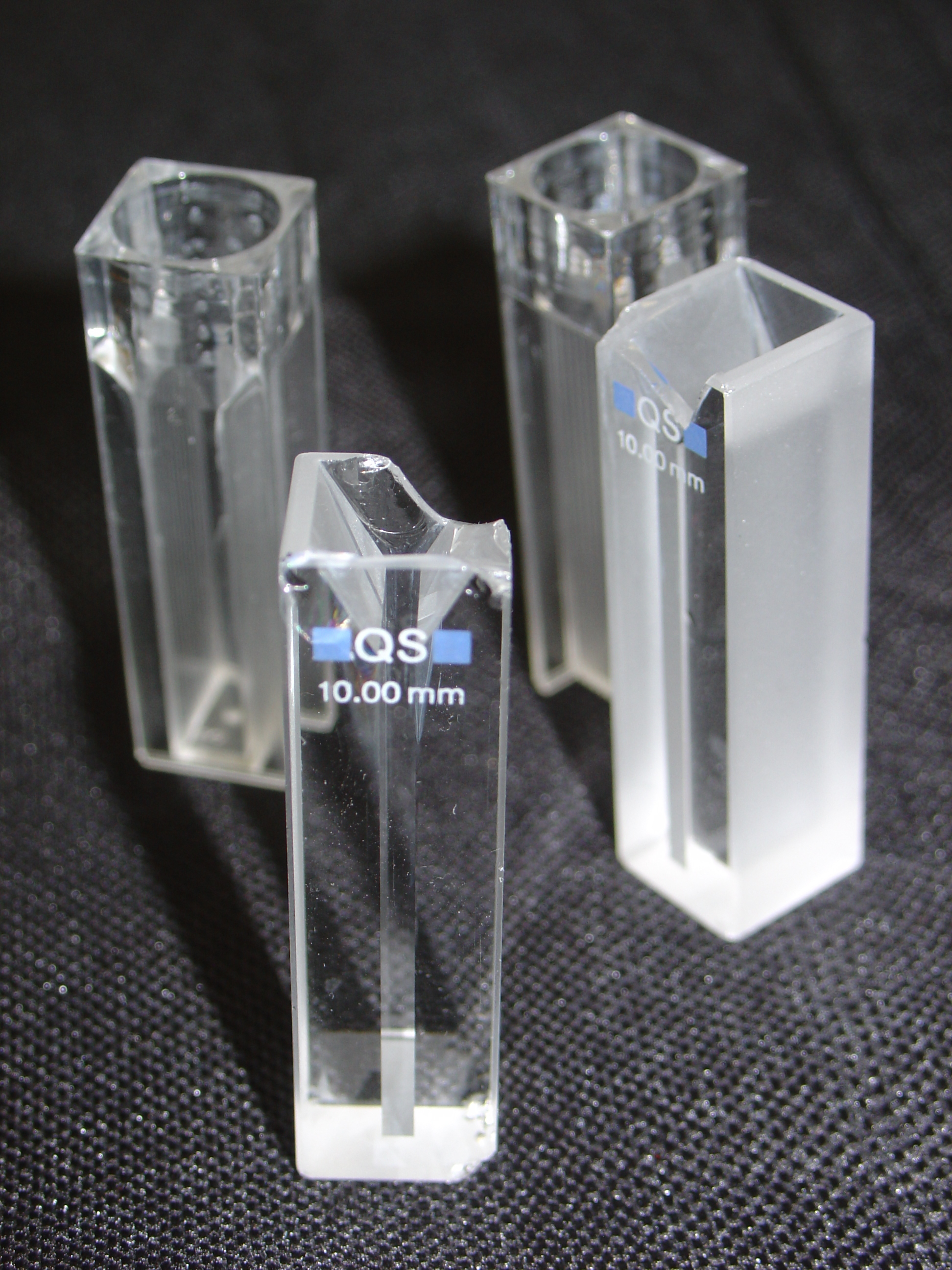
Celdas de espectrofotometría. En un primer plano, dos de cuarzo aptas para el trabajo con luz ultravioleta; en segundo plano, de plástico, para colorimetría (es decir, empleando luz visible).

Son los recipientes donde se depositan las muestras líquidas a analizar. El material del cual están hechas varía de acuerdo a la región que se esté trabajando; son de vidrio o plástico si se trabaja en la región visible, de cuarzo si se trabaja en la ultravioleta y de NaCl si se trabaja la región de infrarrojo. Se caracterizan por tener dos paredes correspondiente a los lados ópticos por donde cruza el haz de luz.

## Historia
En 1940 estaban disponibles en el mercado varios espectrofotómetros, pero los primeros modelos no podían trabajar en el ultravioleta. Arnold O. Beckman  desarrolló una versión mejorada en el National Technical Laboratorios Company, más tarde la empresa Beckman Instrument y en última instancia Beckman Coulter. Se desarrollaron los modelos A, B, y C (se produjeron tres unidades del modelo C), y luego el modelo D, que se convirtió en el DU. Toda la electrónica estaba contenida dentro de la caja del instrumento y tenía una nueva lámpara de hidrógeno con continuum ultravioleta, y un mejor monocromador. Este instrumento fue producido desde 1941 hasta 1976 con esencialmente el mismo diseño; más de 30 000 unidades fueron vendidas. El precio en 1941 fue de US$723. El laureado con el Nobel de química Bruce Merrifield dijo que era «probablemente el instrumento más importante que se ha desarrollado para favorecer la realización de la biociencia».